# John Sakars
John Eric Sakars is een Canadese dierenrechtenactivist, YouTube-cybercelebrity en muzikant. John Sakars werkt samen met organisaties als Vegan Outreach, The Save Movement en Direct Action Everywhere. John Sakars is naast dierenrechtenactivist en veganist ook een antikapitalist en pacifist.
John Sakars kwam in 1997 in contact met veganisme door een collega van hem. Hij was destijds gericht op bodybuilding en hij werd aangesproken op zijn gebruik van dierlijke proteïnen. Dit zette hem aan om literatuur over de bio-industrie te lezen. Hierna was hij vegetariër voor enkele maanden, waarna hij overging tot veganisme.

## Carrière
Vanaf 2011 maakt John Sakars video's op YouTube. Zijn video's, waaronder muziekvideo's, hebben een kenmerkende stijl die als enigszins absurdistisch beschouwd kan worden. In 2014 maakte h3h3Productions een video over John Sakars, dit zorgde voor een piek in publiciteit voor Sakars. In 2015 hield hij een interview op het televisieprogramma Tosh.0, waardoor het nog meer publiciteit behaalde.
Naast het maken van video's doet John Sakars aan dierenrechtenactivisme als protestmarsen en het uitdelen van flyers. Sakars geeft ook lezingen in universiteiten in Canada.

## Kritiek
John Sakars' aparte stijl wordt door veel veganisten bekritiseerd, omdat het veganisme belachelijk zou maken en mensen van veganisme zou weghouden.
Ook is John Sakars beschuldigd wegens racisme. In één video zei hij het woord nigga en in een andere video verscheen hij met blackface. Beide video's zijn verwijderd. John Sakars zegt geleerd te hebben van zijn fouten en het nooit als aanstootgevend had bedoeld.

## Discografie
Albums
- Appreciate (2002)
- Planet Vegan (2016)
- Things Are Constantly Changing (2016)
- Somebody's Gonna Go Vegan Tonight  (2016)
- Be Cool as a Cucumber (2016)
- Don't Insult (2016)
- I'm Done With Sex (2016)
- Vegan As Fuck (2016)
- Housekeeping (2016)
- John Sakars and Friends - Greatest Hits (2018)